# St. Margareth (Günzlhofen)

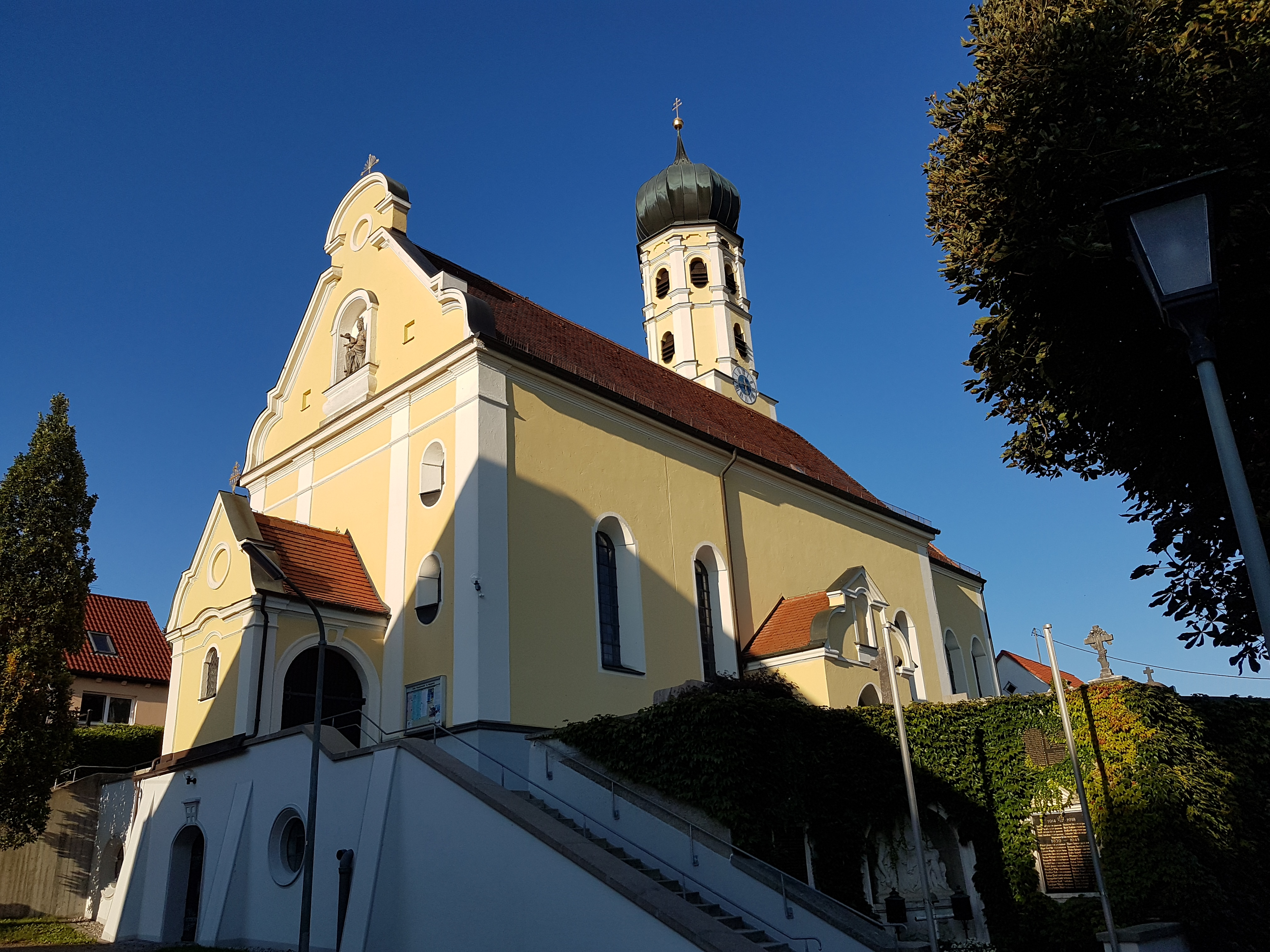
Pfarrkirche St. Margareth

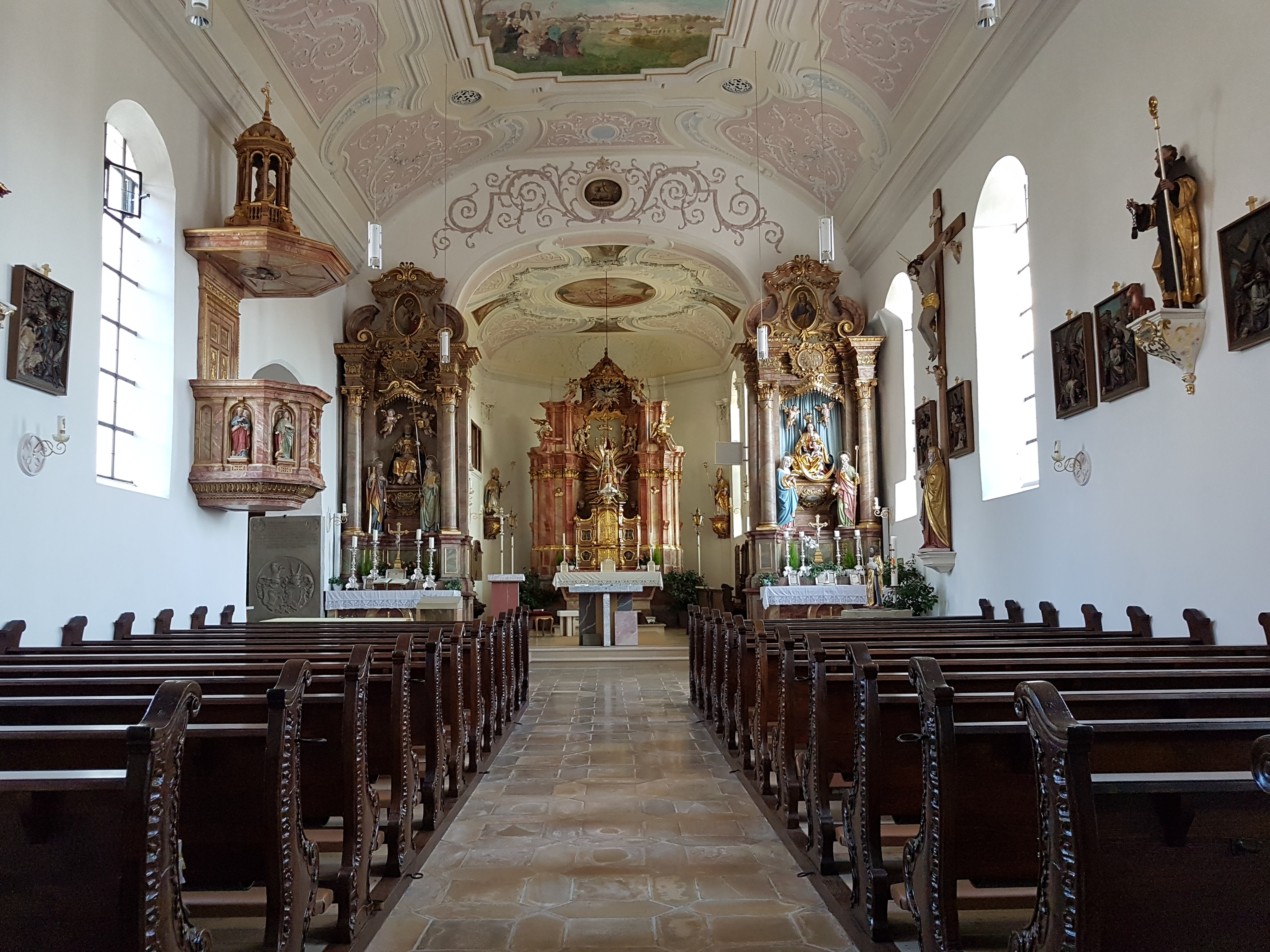
Innenraum

Die katholische Pfarrkirche St. Margareth, ein unter Verwendung des spätbarock überformten spätgotischen Chors errichteter neubarocker Saalbau, befindet sich auf einer Anhöhe im oberbayerischen Günzlhofen, einem Gemeindeteil von Oberschweinbach.

## Geschichte
Die Pfarrkirche wurde vor 1500 im spätgotischen Stil erbaut, in der ersten Hälfte des 18. Jahrhunderts überformt und neu ausgestaltet. In den Jahren 1908 bis 1921 wurde dem spätgotischen Chor ein im neubarocken Stil errichtetes Langhaus vorgesetzt. Dabei wurden die alten Seitenaltäre übernommen. Aus welcher Zeit der Turm stammt, ist nicht aus den Quellen ersichtlich.

## Architektur

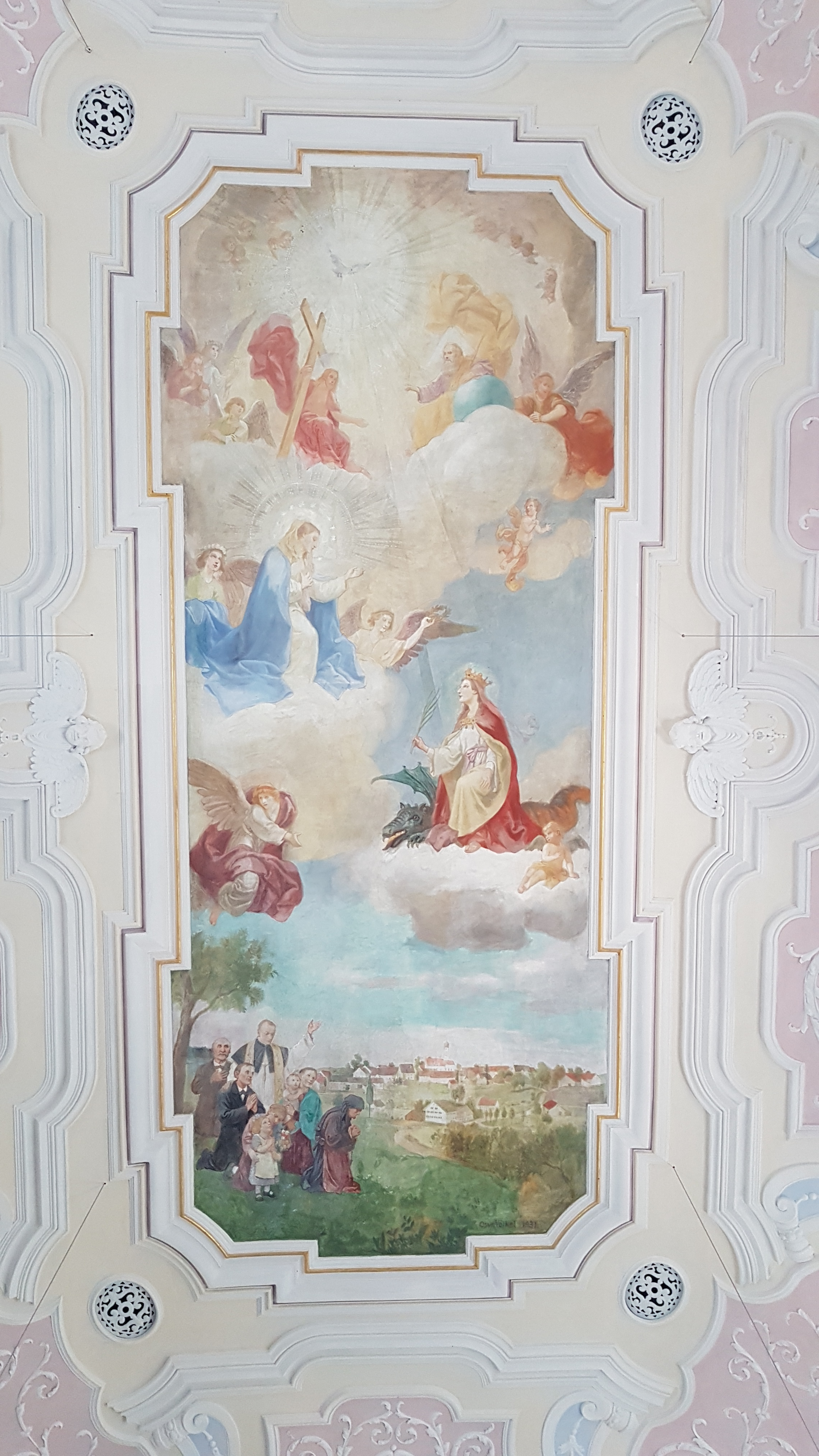
Langhausfresko

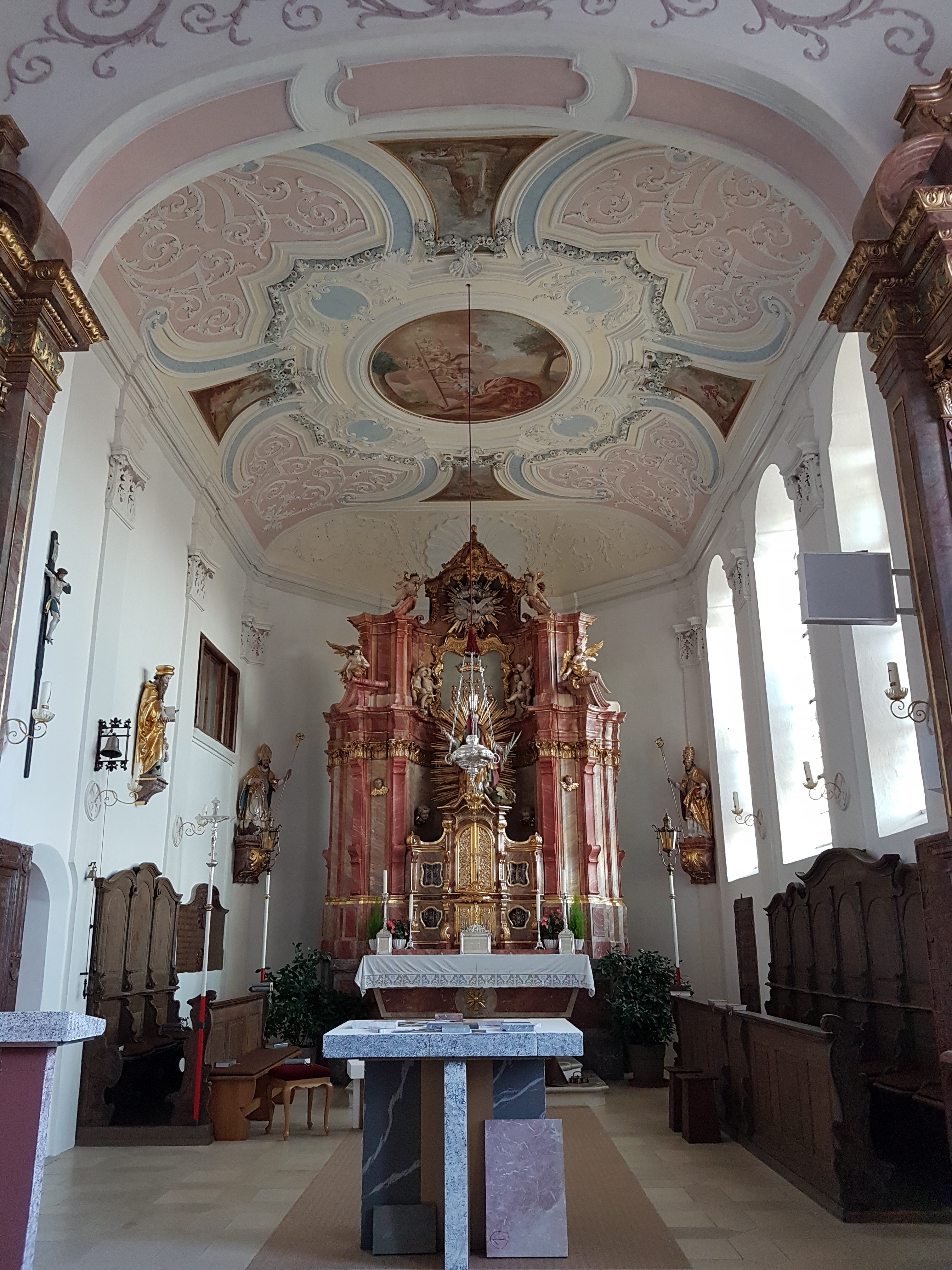
Chor

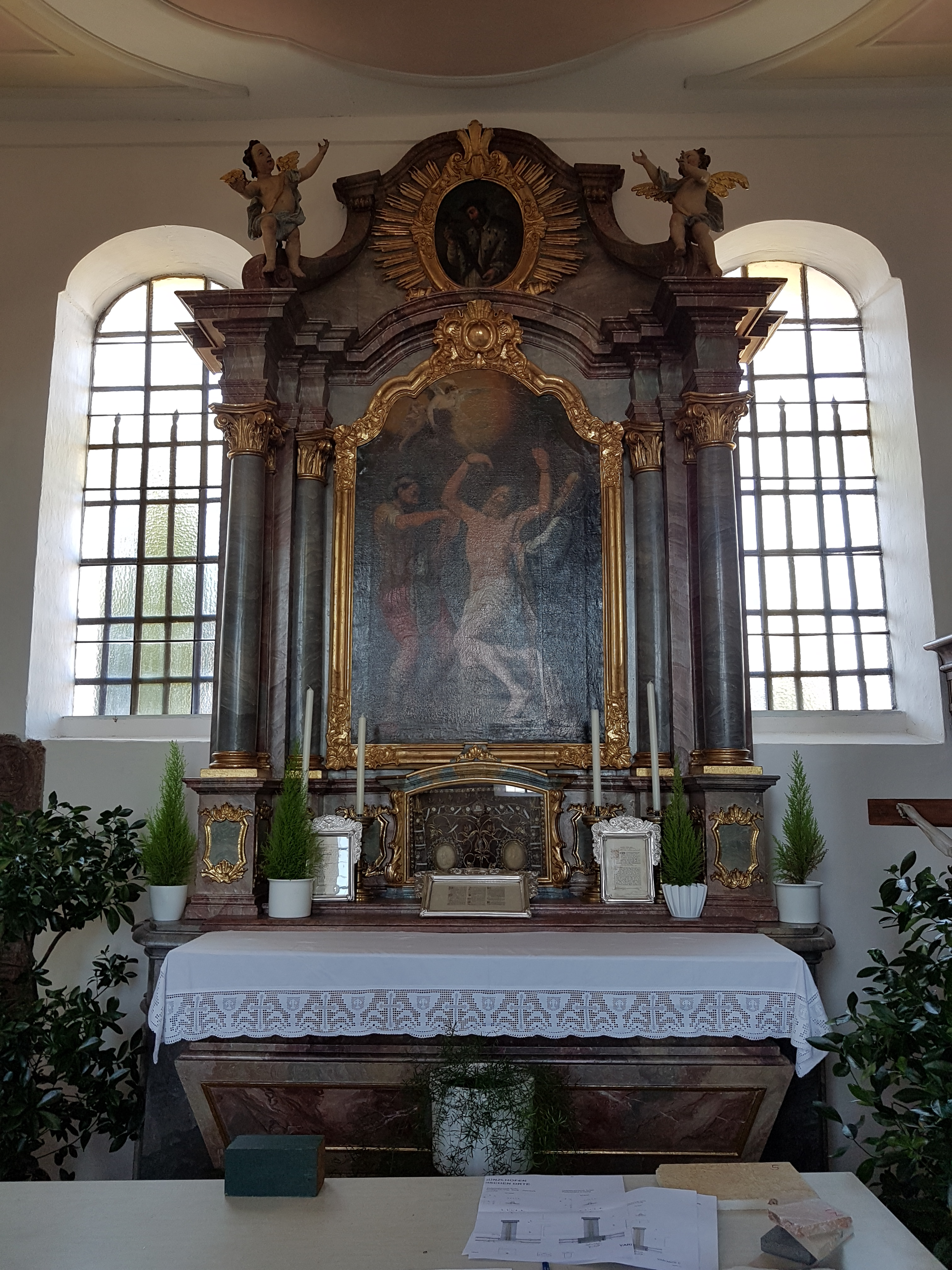
Altar der Seitenkapelle

Der Kirchenbau gliedert sich in ein fünfjochiges Langhaus und einen eingezogenen dreijochigen Chor mit Dreiachtelschluss. Dem vordersten Langhausjoch öffnet sich nach Norden eine quadratische Seitenkapelle. Östlich anschließend ragt der Kirchturm in die Höhe, dessen oktogonale Obergeschosse das Augsburger Turmschema zeigen. Im Giebel der westlichen Schaufassade (von 1921) befindet sich eine von Krumppers Original an der Münchener Residenz nachgeahmte Patrona Bavariae. Westlich und südlich sind Vorhallen angebaut, wobei die letztere innen zugemauert ist.
Das Langhaus besitzt im Innern ein flaches Tonnengewölbe und im Westen eine Doppelempore; der Chor sowie die Seitenkapelle sind flachgewölbt.

## Ausstattung
Der reich gegliederte Hochaltar (1730/40) im frühen Rokokostil stammt angeblich aus der 1803 abgebrochenen Klosterkirche Wessobrunn. In der Mitte befindet sich eine Skulptur der hl. Margaretha, assistiert an den Seiten von den hll. Korbinian und Sylvester. Die kostbar verzierte Chordecke schmücken der von Benedikt Heiß 1723/24 ausgeführte Stuck und das Fresko Der Traum Jakobs (1720, Jakob Krenauer). Die südliche Chorseite zieren Glasgemälde (um 1910) von der Mayer’schen Hofkunstanstalt.
Die beiden Seitenaltäre wurden zeitgleich mit der Chorgewölbe-Ausstattung angefertigt. Im linken Altar befinden sich die neubarocken Skulpturen der Heiligen Petrus (zentral), Andreas und Paulus. Im rechten steht eine spätgotische Mondsichelmadonna (1510/20), assistiert von den neubarocken Skulpturen ihrer Eltern Anna und Joachim. Das großflächige Langhausfresko stellt die Verklärung der hl. Margaretha dar, gemalt wurde es 1931 von Oswald Völkel.
In der nördlichen Seitenkapelle befindet sich ein Frührokoko-Altar aus dem zweiten Viertel des 18. Jahrhunderts. Das Gemälde zeigt das Martyrium des hl. Bartholomäus.
Die Orgel mit 18 Registern auf zwei Manualen und Pedal stammt aus dem Jahr 1914 und wurde von Nenninger & Moser im Gehäuse der Vorgängerorgel von Peter Paul Hörmüller (Landsberg am Lech) erbaut.

### Grabdenkmäler
In der Kirche befinden sich mehrere heraldische Grabdenkmäler und Epitaphien von verschiedenen Familien der ehemaligen Hofmarksbesitzer, wie von den Perwangs, die auf dem verschwundenen Schloss Günzlhofen saßen.